# Lindheimera texana
Espèce
Classification phylogénétique
Lindheimera texana est une espèce de plantes à fleurs de la famille des Astéracées originaire d'Amérique du Nord.

## Position taxinomique
Comme le genre Lindheimera, cette espèce appartient à la sous-famille des Asteroideae et à la tribu des Heliantheae.
Il s'agit de l'espèce type du genre. Un exemplaire, originaire de la collection de Ferdinand Lindheimer, a servi à fixer les caractéristiques génériques.

## Description
Lindheimera texana est une plante annuelle au feuillage pubescent. Les feuilles sont alternes à la base, puis deviennent opposées vers les sommets des tiges.
Les inflorescences, jaune vif, radiales, portent quatre à cinq fleurs fertiles et de nombreuses autres stériles.
Lindheimera texana compte 16 = 2 n chromosomes.

## Distribution
Cette plante est originaire du sud des États-Unis (Texas — d'où l'épithète spécifique) mais aussi du Mexique. Elle se développe en terrains sableux et alcalins.

## Utilisation
Lindheimera texana s'est largement diffusée dans les pays tempérés comme plante ornementale annuelle. Semée tôt au printemps, elle assure une floraison jaune vif durant tout l'été.
Quelques cultivars existent dont le plus connu est Lindheimera texana 'Sunny Boy'.

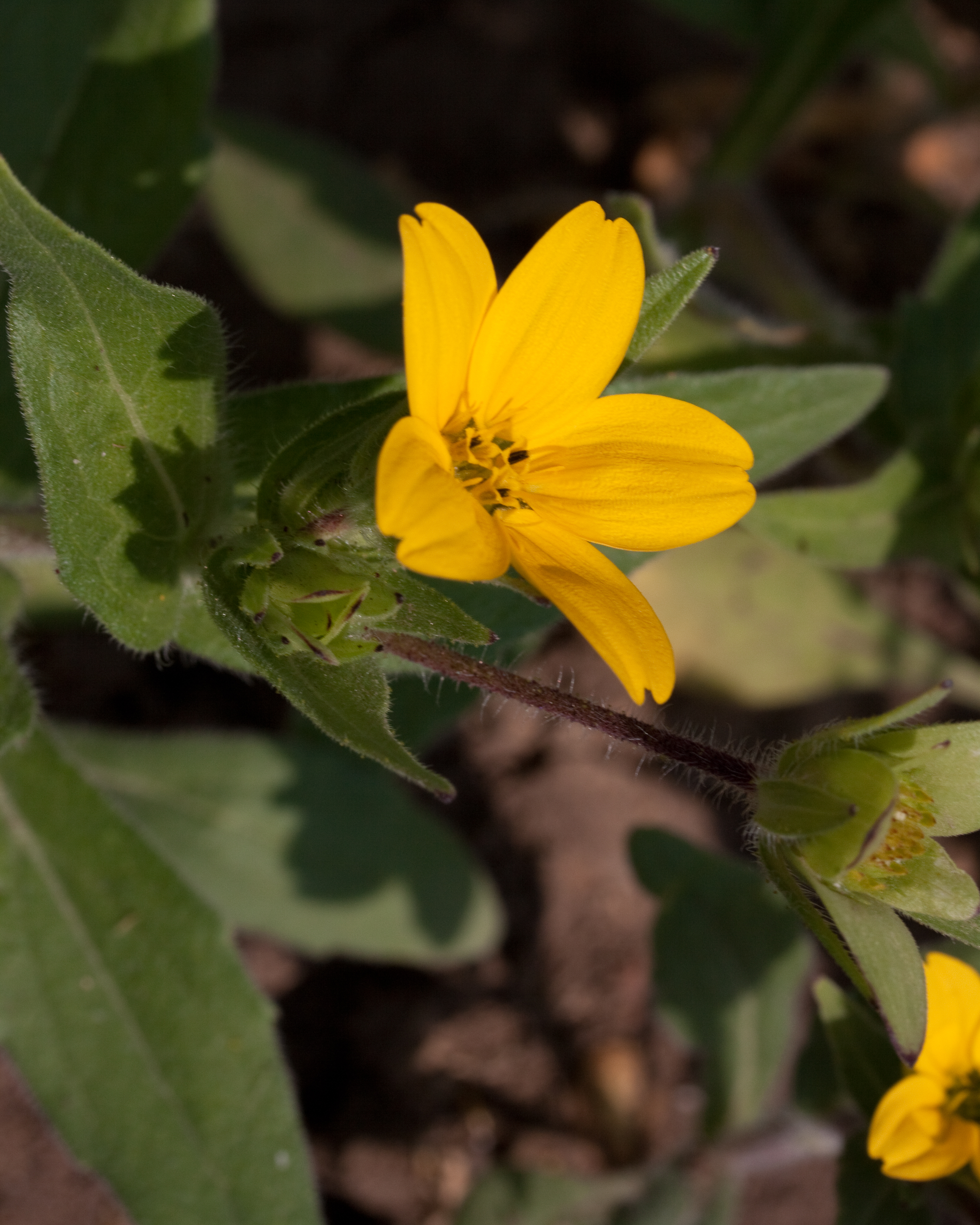
Fleurs
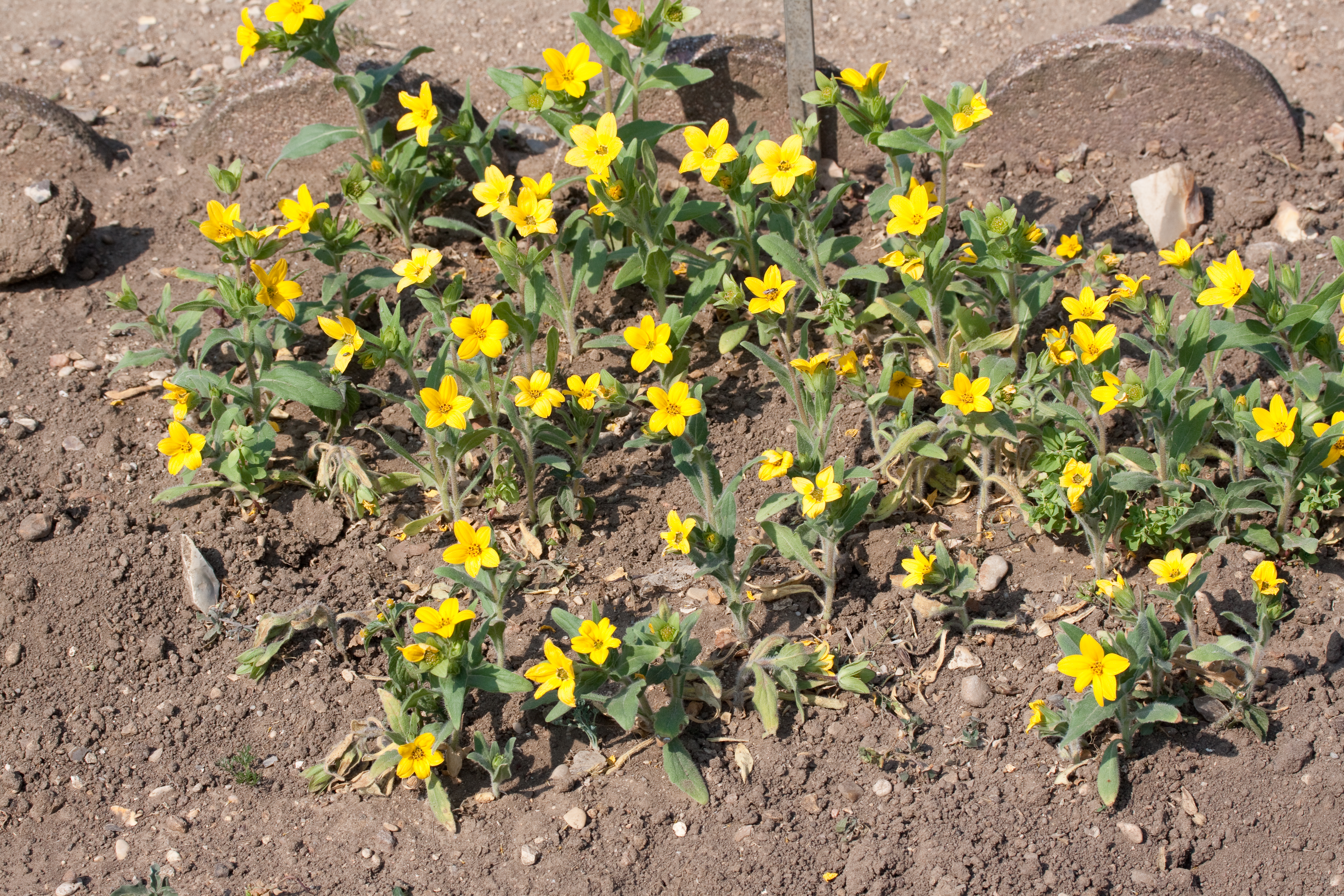
Floraison